# Maurice Del Valle
Alfred Marie Maurice Napoléon François de Paule del Valle (25. dubna 1883, Paříž – 13. září 1965, Paříž) byl francouzský reprezentační hokejový brankář.
V roce 1924 byl členem Francouzského hokejové týmu, který skončil šestý na zimních olympijských hrách.